# 尼爾·威爾森
尼爾·威爾森（英語：Nile Wilson；1996年1月17日—）是一位英國體操運動員。他代表英格蘭參加了2014年英聯邦運動會並取得金牌。曾獲得2016年夏季奧林匹克運動會男子單杠銅牌。